# Synclerostola elegantula
Synclerostola elegantula là một loài bướm đêm trong họ Noctuidae.